# Albert Piñeira i Brosel
Albert Piñeira i Brosel   (Puigcerdà, 1980) és un polític català, actual Director de la Casa de la Generalitat a Perpinyà. Fou alcalde de Puigcerdà i diputat provincial a la Diputació de Girona pel grup de Junts per Catalunya.
Va cursar la llicenciatura en Ciències Polítiques i de l'Administració a la Universitat Pompeu Fabra de Barcelona i la llicenciatura en Ciències del Treball a la mateixa universitat.
Va ser el responsable de l'Oficina d'Atenció Ciutadana de la Generalitat a la Cerdanya.
L'any 2004 fou elegit president local de Convergència Democràtica de Catalunya a Puigcerdà.
El 2007 va ser elegit regidor de l'Ajuntament de Puigcerdà i fou el portaveu del grup municipal de Convergència i Unió durant el mandat 2007-2011. També fou elegit diputat provincial a la Diputació de Girona.
El 2011 va ser escollit alcalde de Puigcerdà per majoria absoluta. També va repetir mandat a la Diputació de Girona, essent el portaveu del grup de Convergència i Unió a l'ens provincial i diputat responsable de les àrees de Sistemes i Tecnologies de la Informació i de Monuments.
En les eleccions municipals de 2015 va encapçalar per segona vegada la candidatura de CiU a Puigcerdà i va revalidar la majoria absoluta al Consistori, essent investit novament alcalde el 13 de juny de 2015. També va repetir mandat a la Diputació de Girona, on durant la legislatura 2015-2019 fou vicepresident 3r i 2n, portaveu del grup de Convergència i president de la comissió de Cultura, Educació, Noves Tecnologies, Esports i Benestar.
El 2019 es va tornar a presentar a les eleccions municipals encapçalant la candidatura de Junts per Puigcerdà i va tornar a revalidar la majoria absoluta, essent investit alcalde el 15 de juny de 2019. Després dels comicis locals també va revalidar el seu escó com a diputat provincial a la Diputació de Girona.